# Zhongzheng (Keelung)
Zhongzheng (chinesisch 中正區, Pinyin Zhōngzhèng Qū, Pe̍h-ōe-jī Tiong-chèng Khu) ist ein Bezirk der nordtaiwanischen Hafenstadt Keelung.

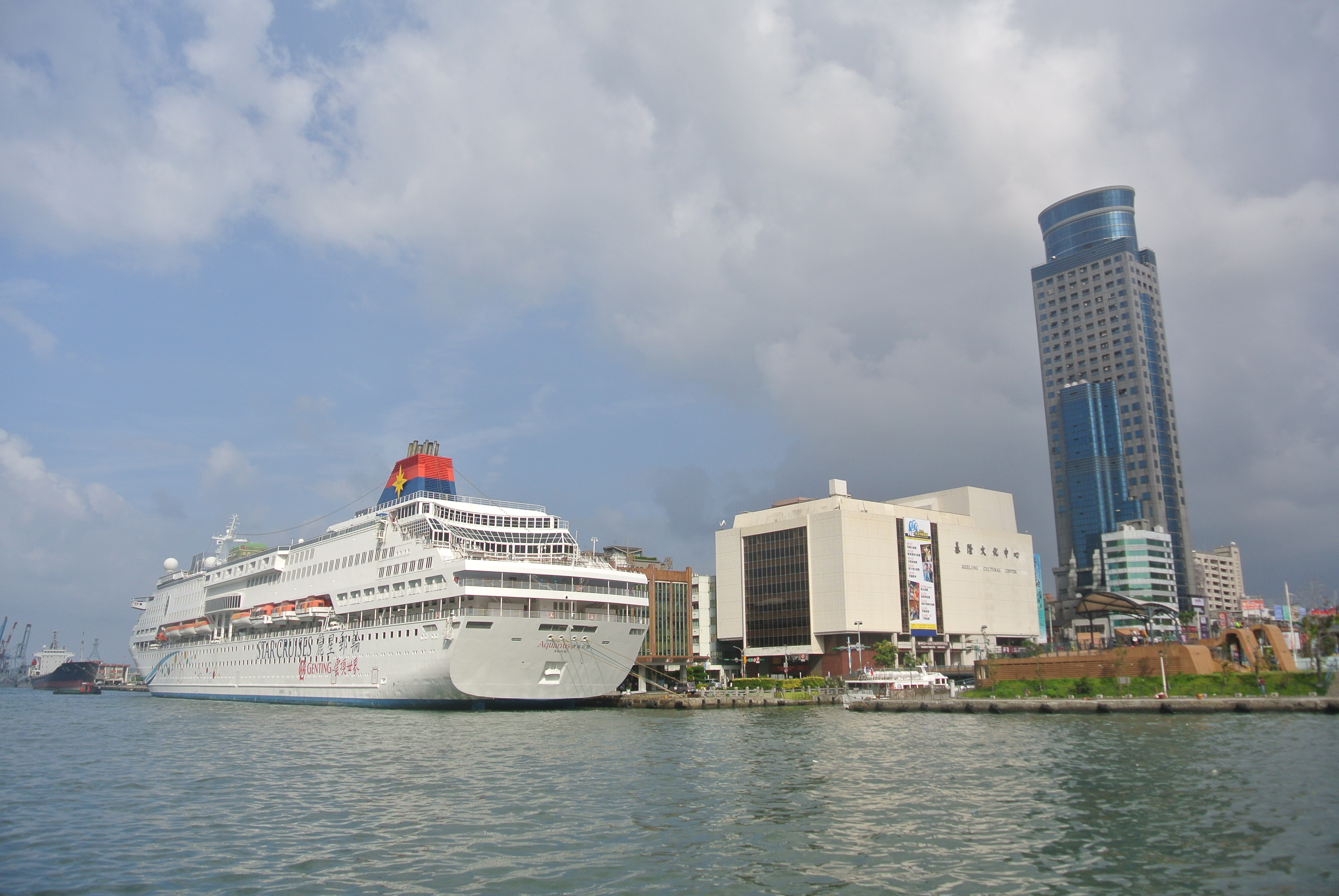
Blick auf Zhongzheng und das Hafenbecken

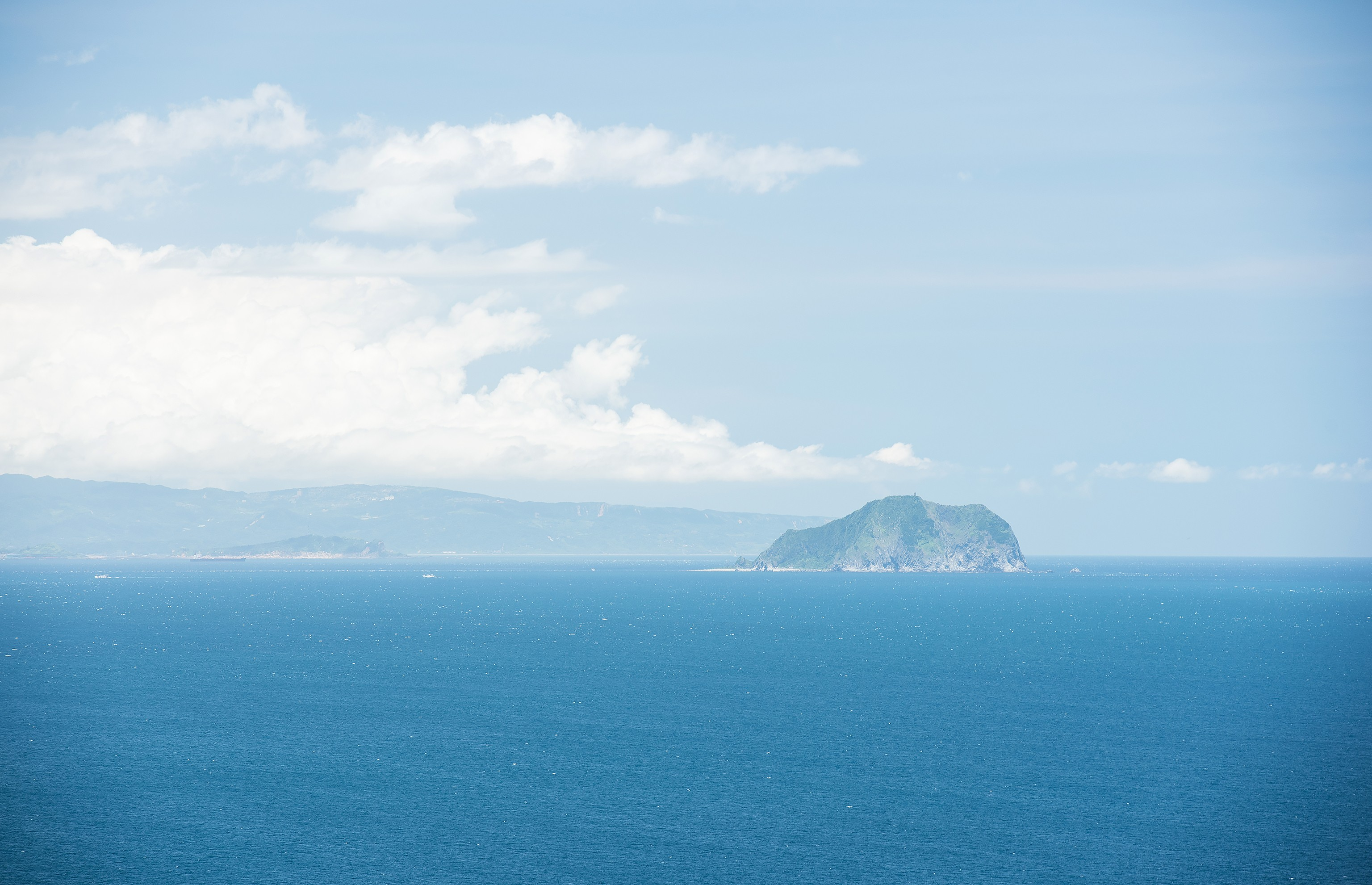
Die Insel Keelung

## Lage und Bedeutung
Zhongzheng liegt am Ostchinesischen Meer. An der Westseite des Bezirks liegt der Hafen von Keelung, auf dessen gegenüberliegenden Seite sich der Bezirk Zhongshan erstreckt. Im Süden grenzt Zhongzheng an die Bezirke Ren’ai und Xinyi. Den Norden des Bezirks bildet die 663 m² große Insel Heping. Außerdem gehören noch die kleinen Inseln Keelung, Pengjia, Mianhua und Huaping zu Zhongzheng.
Der Westen des Bezirks ist von den Hafenanlagen geprägt. Darüber hinaus gilt Zhongzheng als das politische und kulturelle Zentrum von Keelung. Hier befinden sich das Rathaus, die Staatliche Ozean-Universität und einige Museen, unter denen das Museum für Meerestechnik das bekannteste ist. Beliebte Ausflugsziele sind weiterhin der Meerespark auf der Insel Heping, von dem sich ein Blick auf die 3,3 km entfernte Keelung-Insel bietet, der Zhongzheng-Park an der Grenze zu Xinyi und die Fischereihäfen Bisha und Zhengbin.

## Geschichte

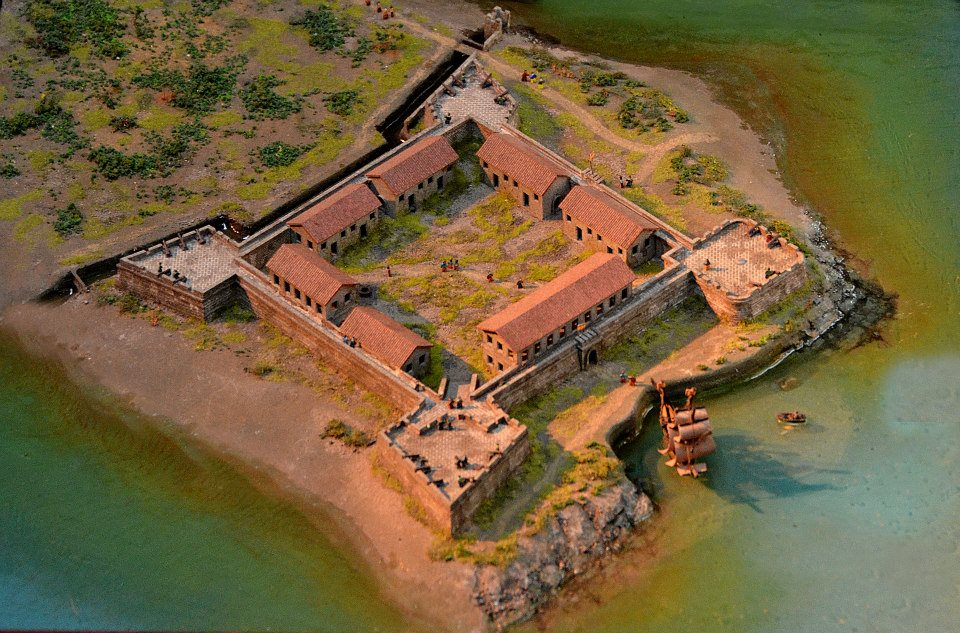
Modell des spanischen Forts San Salvador

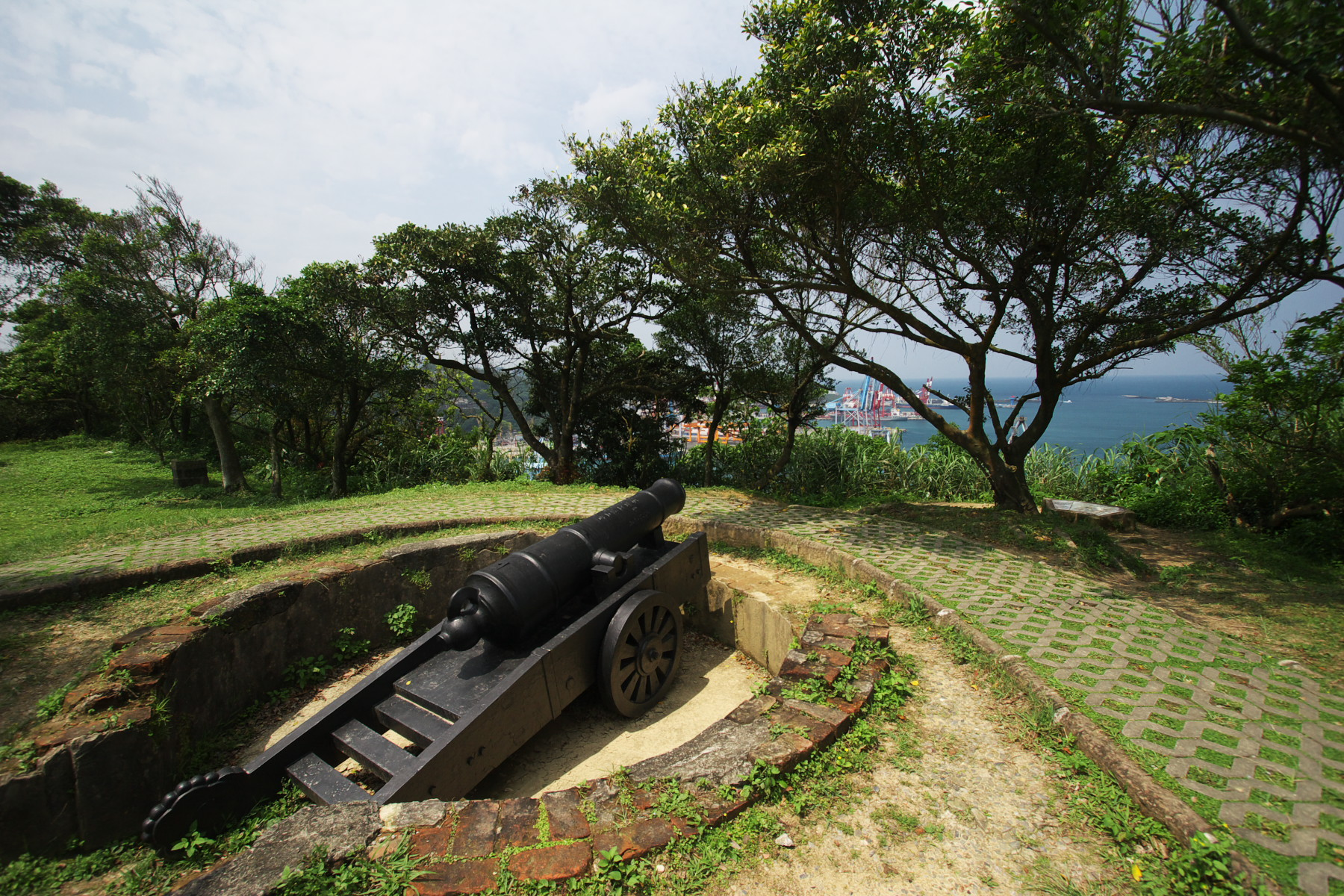
Fort Uhrshawan

Die Gegend des heutigen Bezirks war ursprünglich von dem Ureinwohnervolk der Basay bewohnt. Im Jahr 1626 errichteten die Spanier auf der Insel Heping ein Fort namens San Salvador, das die früheste dauerhafte Präsenz einer europäischen Macht auf Taiwan darstellte. Das später von den Niederländern unter dem Namen Noord-Holland übernommene Fort ist heute nahezu spurlos verschwunden. Noch zu besichtigen sind hingegen die Reste des 1840 unter der Herrschaft der Qing-Dynastie errichteten Forts Uhrshawan. Die hauptsächlich im 18. und 19. Jahrhundert einwandernden chinesischen Siedler waren Fischer, im 20. Jahrhundert trat die Bedeutung der Fischereihäfen dann immer mehr hinter der des modernen Industrie- und Containerhafens von Keelung zurück.